# ФК „Храдец Кралове“
ФК „Храдец Кралове“ (на чешки: Fotbalový klub Hradec Králové, a.s. или просто Храдец Кралове), е чешки футболен клуб от град Храдец Кралове.
Обикновено играе домакинските си мачове на стадион „Вшеспортовни“ с капацитет 4500 зрители.

## История
Клубът е основан през 1905 г. като СК „Храдец Кралове“ в  Австро-Унгария. Шампион на Чехословакия за 1959/60 година.

## Участия в Европа
| Сезон   | Турнир          | Кръг         | Съперник      | Общ резултат    |
| ------- | --------------- | ------------ | ------------- | --------------- |
| 1960-61 | Шампионска Лига | Квалификация | Стауа Букурещ | Служебна загуба |
| 1995-96 | КНК             | 1/8          | Панатинайкос  | 1-0             |
| 1995-96 | КНК             | 1/4          | Барселона     | 1-5             |
| 1995-96 | КНК             | Квалификация | Вадуц         | 14-1            |
| 1995-96 | КНК             | 1/8          | Копенхаген    | 7-2             |
| 1995-96 | КНК             | 1/4          | Динамо Москва | 1-1             |

## Предишни имена
| Години      | Име |
| ----------- | --- |
| 1905 – 1949 | СК Храдец Кралове SK Hradec Králové                                                                            |
| 1948 – 1949 | Сокол Храдец Кралове Sokol Hradec Králové                                                                      |
| 1949 – 1953 | Сокол Шкода Sokol Škoda                                                                                        |
| 1953        | ДСО Спартак Храдец Кралове DSO Spartak Hradec Králové (Dobrovolná Sportovní Organisace Spartak Hradec Králové) |
| 1953 – 1956 | Спартак Храдец Кралове ЗТУ Храдец Кралове Spartak Hradec Králové ZVÚ)                                          |
| 1956 – 1978 | Спартак Храдец Кралове Spartak Hradec Králové                                                                  |
| 1978 – 1989 | Спартак ЗВУ Храдец Кралове ЗТУ Spartak ZVÚ Hradec Králové                                                      |
| 1989 – 1990 | РХ Спартак ЗВУ Храдец Кралове RH Spartak ZVÚ Hradec Králové                                                    |
| 1990 – 1993 | СКП Спартак Храдец Кралове SKP Spartak Hradec Králové                                                          |
| 1993 – 1994 | СКП Фомел Храдец Кралове SKP Fomei Hradec Králové                                                              |
| 1994 – 2005 | СК Храдец Кралове SK Hradec Králové                                                                            |
| от 2005     | ФК Храдец Кралове FC Hradec Králové                                                                            |

## Успехи
Чехословакия
- I. Лига
  -  Шампион (1): 1959/60[1]
- ЧНФЛ/1.ЧНФЛ
  -  Шампион (6): 1955, 1958/59, 1971/72, 1979/80, 1986/87, 1989/90
- 2.ЧНФЛ
  -  Шампион (1): 1983/84

### Европейски турнири
- Купа на европейските шампиони:
  - 1/4 финалист (1): 1960/61

 Чехия
- Фортуна лига:
  - 6-о (1): 2021/22
- Купа на Чехия:
  -  Носител (1): 1994/95
- ФНЛ: (Второ ниво)
  -  Победител (3): 2000/01, 2009/10, 2020/21
- Дивизия С: (Четвърто ниво)
  -  Победител (1): 2009/10

- Купа на носителите на купи (КНК):
  - 1/4 финалист (1): 1994/95